# Nadleśnictwo Wisła

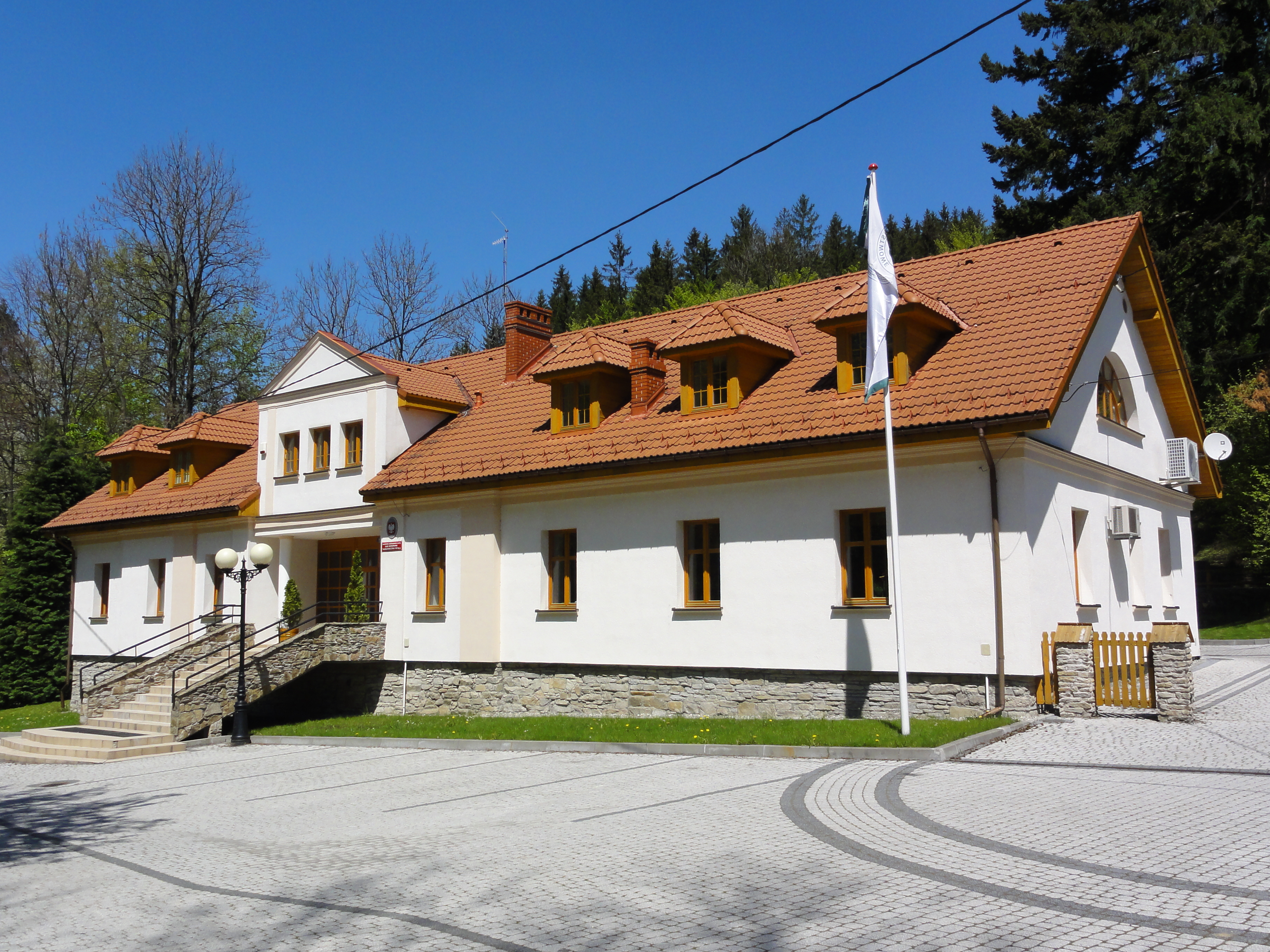
Siedziba Nadleśnictwa Wisła

 Nadleśnictwo Wisła  – jednostka organizacyjna Lasów Państwowych podległa Regionalnej Dyrekcji Lasów Państwowych w Katowicach. Siedzibą nadleśnictwa jest miejscowość Wisła.

## Historia Nadleśnictwa
Nadleśnictwo Wisła zostało utworzone w roku 1973 poprzez połączenie byłych Nadleśnictw Wisła i Istebna. Do roku 1630 lasy będące obecnie we władaniu Nadleśnictwa należały do książąt śląskich z linii Piastów, a następnie do I wojny światowej tworzyły dobra koronne Habsburgów. Administracyjnie należały do dóbr zarządzanych przez tzw. Komorę Wrocławską a po roku 1826 tzw. Komorę Cieszyńską. Po uzyskaniu niepodległości w 1919 roku lasy Śląska Cieszyńskiego przeszły na własność Skarbu Państwa. Na terenie administrowanym obecnie przez Nadleśnictwo utworzono wtedy dwie jednostki: Nadleśnictwo Wisła oraz Nadleśnictwo Istebna, podległe Zarządowi Lasów Państwowych w Cieszynie.

## Warunki geograficzno-przyrodnicze
Nadleśnictwo Wisła położone jest w Karpackiej Krainie Przyrodniczo-Leśnej, w Dzielnicy Beskidu Śląskiego i Małego. 
- Powierzchnia ogólna Nadleśnictwa: 8830 ha, w 2 Obrębach: Wisła oraz Istebna, podzielonych na 13 Leśnictw: Malinka, Podmalinka, Czarne, Barania, Przysłup, Dziechcinka, Łabajów, Olza, Beskidek, Gańczorka, Bukowiec, Jaworzynka, Zapowiedź,
- Siedliska leśne: lasowe górskie 89%, borowe górskie 11%,
- Główne gatunki lasotwórcze: świerk 97%, buk 2%, jodła 1%,
- Nadleśnictwo Wisła prowadzi nadzór nad lasami niepaństwowymi na powierzchni 3834 ha,
- Przez teren Nadleśnictwa przebiega wododział morza Czarnego i Bałtyku,
- Gleby obszaru Nadleśnictwa są wytworem wietrzenia warstw godulskich i istebnańskich płaszczowiny śląskiej - formacji kredy środkowej i górnej. Panującym typem gleb są gleby brunatne kwaśne. Oprócz tego występują gleby brunatne górskie oraz gleby bielicowe.
- Całość lasów Nadleśnictwa zaliczono do lasów ochronnych.
- Lasy położone są na wysokości od 450 do 1220 m nad poziomem morza.
- Przeciętny wiek drzewostanów to 70 lat, przeciętna zasobność 366 m³ na 1 ha, przeciętny roczny przyrost 5,28 m³ na 1 ha.

## Ochrona przyrody
Teren Nadleśnictwa leży w zasięgu Parku Krajobrazowego Beskidu Śląskiego. Powierzchnia gruntów Nadleśnictwa, które należą do Parku wynosi 7481 ha, co stanowi 86% całkowitej powierzchni terenu Nadleśnictwa. Na terenie Nadleśnictwa znajdują się następujące rezerwaty przyrody:
- Rezerwat przyrody Barania Góra – będący rezerwatem częściowym, o powierzchni blisko 380 ha, utworzonym w celu zachowania w stanie naturalnym obszaru źródliskowego Wisły oraz w celu zachowania w stanie naturalnym górskiego lasu mieszanego, przechodzącego w bór wysokogórski.
- Rezerwat przyrody Wisła – utworzony w 1959 roku, częściowy rezerwat w celu ochrony pstrąga potokowego i jego naturalnego środowiska. Rezerwatem objęte są potoki Czarna i Biała Wisełka oraz Malinka ze wszystkimi dopływami.

Na terenie Nadleśnictwa występuje również kilka pomników przyrody nieożywionej: dwie grupy ostańców w postaci skał grzybowych, grupa skał o charakterze wychodni, dwie jaskinie – Malinowska i Salmopolska. 
Najdorodniejsze drzewostany świerkowe są wyłączone z użytkowania rębnego i jako drzewostany nasienne tworzą bazę reprodukcyjną. W latach nasiennych pozyskiwane są z nich szyszki i zrazy. Wyłączone drzewostany nasienne w Nadleśnictwie Wisła obejmują powierzchnię 324 ha z 117 drzewami doborowymi, gospodarcze drzewostany nasienne - 638 ha, uprawy pochodne 37 ha. 
Jednym z najpiękniejszych, wręcz pomnikowych drzewostanów jest drzewostan w Leśnictwie Bukowiec o powierzchni 7,38 ha, wiek 160—170 lat, położenie 600 - 700 m n.p.m., przeciętna wysokość drzew 46 m, przeciętna pierśnica 53 cm, zapas drewna 1300 m³/ha. Najbardziej dorodnym okazem drzewa na tej powierzchni był tzw. Świerk Andersona, mający 53 m wysokości i 70 cm pierśnicy co daje ok. 11 m³ miąższości pnia. Nie oparł się on jednak siłom natury i powalony został przez wichurę. Dla potomności jednak pozostawiono go w lesie, w miejscu wywrotu, dla upamiętnienia najokazalszego świerka.